# 16-й отдельный аэросанный батальон
16-й отдельный аэросанный батальон — воинское подразделение вооружённых сил СССР в Великой Отечественной войне. За время войны существовало два формирования батальона.

## 1-е формирование
Батальон сформирован в декабре 1941 года.
В составе действующей армии с 24.02.1942 по 25.04.1942.
Боевой батальон, на вооружении батальона состояли аэросани НКЛ—26.
Вёл боевые действия на рубеже Волхова.
В мае 1942 года расформирован.

### Подчинение
| Дата            | Фронт (округ)               | Армия      | Корпус | Дивизия | Бригада | Примечания |
| --------------- | --------------------------- | ---------- | ------ | ------- | ------- | ---------- |
| 01.01.1942 года | Архангельский военный округ | -          | -      | -       | -       | -          |
| 01.02.1942 года | Московский военный округ    | -          | -      | -       | -       | -          |
| 01.03.1942 года | Волховский фронт            | 59-я армия | -      | -       | -       | -          |
| 01.04.1942 года | Волховский фронт            | 52-я армия | -      | -       | -       | -          |
| 01.05.1942 года | Архангельский военный округ | -          | -      | -       | -       | -          |

## 2-е формирование
Батальон сформирован  осенью 1942 года в Котласе на основании директивы №731087 заместителя наркома обороны генерал-полковника Щаденко Е.А..
В составе действующей армии с 20.11.1942 по 05.06.1944.
Боевой батальон, на вооружении батальона состояли аэросани НКЛ—26.
Вёл боевые действия на Свирском оборонительном рубеже.
05.06.1944. расформирован.

### Подчинение
| Дата            | Фронт (округ)               | Армия               | Корпус | Дивизия | Бригада | Примечания |
| --------------- | --------------------------- | ------------------- | ------ | ------- | ------- | ---------- |
| 01.11.1942 года | Архангельский военный округ | -                   | -      | -       | -       | -          |
| 01.12.1942 года | -                           | 7-я отдельная армия | -      | -       | -       | -          |
| 01.01.1943 года | -                           | 7-я отдельная армия | -      | -       | -       | -          |
| 01.02.1943 года | -                           | 7-я отдельная армия | -      | -       | -       | -          |
| 01.03.1943 года | -                           | 7-я отдельная армия | -      | -       | -       | -          |
| 01.04.1943 года | -                           | 7-я отдельная армия | -      | -       | -       | -          |
| 01.05.1943 года | -                           | 7-я отдельная армия | -      | -       | -       | -          |
| 01.06.1943 года | -                           | 7-я отдельная армия | -      | -       | -       | -          |
| 01.07.1943 года | -                           | 7-я отдельная армия | -      | -       | -       | -          |
| 01.08.1943 года | -                           | 7-я отдельная армия | -      | -       | -       | -          |
| 01.09.1943 года | -                           | 7-я отдельная армия | -      | -       | -       | -          |
| 01.10.1943 года | -                           | 7-я отдельная армия | -      | -       | -       | -          |
| 01.11.1943 года | -                           | 7-я отдельная армия | -      | -       | -       | -          |
| 01.12.1943 года | -                           | 7-я отдельная армия | -      | -       | -       | -          |
| 01.01.1944 года | -                           | 7-я отдельная армия | -      | -       | -       | -          |
| 01.02.1944 года | -                           | 7-я отдельная армия | -      | -       | -       | -          |
| 01.03.1944 года | Карельский фронт            | 7-я армия           | -      | -       | -       | -          |
| 01.04.1944 года | Карельский фронт            | 7-я армия           | -      | -       | -       | -          |
| 01.05.1944 года | Карельский фронт            | 7-я армия           | -      | -       | -       | -          |
| 01.06.1944 года | Карельский фронт            | 7-я армия           | -      | -       | -       | -          |
| 01.07.1944 года | Карельский фронт            | 7-я армия           | -      | -       | -       | -          |

## Состав
- В батальоне три аэросанные роты, в каждой по три взвода, в каждом из взводов по три машины.